# Nicolae Rotaru (interpret)
Nicolae Rotaru (n. 29 iulie 1951, satul Înfrățirea, comuna Dor Mărunt, județul Călărași) este un interpret român de muzică populară.
Primul contact cu scena a fost la școală, când a câștigat și premiul de interpretare la un concurs regional. În 1966, a plecat la București, la grupul Școlar de Arte și Meserii, unde a fost coleg cu multe personalități din aria muzicală. Debutul pe scena bucureșteană a avut loc în 1966, la Ziua Recoltei, care s-a ținut în spatele Halei Obor, în fața a sute de spectatori.
A debutat la televiziune în cadrul concursului “Floarea din Grădină”, de pe 4 iunie 1974.
A câștigat trofeul Floarea din Grădină în toamna anului 1977.
În prezent, artistul ialomițean este solist vocal în cadrul ansamblului “Doina Bărăganului”. 